# Разъезд 51
Разъезд 51 (каз. №51-темір жол айрығы) — разъезд в Сарыагашском районе Туркестанской области Казахстана. Входит в состав Дарбазинского сельского округа. Код КАТО — 515449500.

## Население
В 1999 году население разъезда составляло 174 человека (82 мужчины и 92 женщины). По данным переписи 2009 года, в разъезде проживало 186 человек (94 мужчины и 92 женщины).